# Odontomelus togoensis
Odontomelus togoensis är en insektsart som beskrevs av Willy Adolf Theodor Ramme 1929. Odontomelus togoensis ingår i släktet Odontomelus och familjen gräshoppor. Inga underarter finns listade i Catalogue of Life.